# 瓜丘卡爾

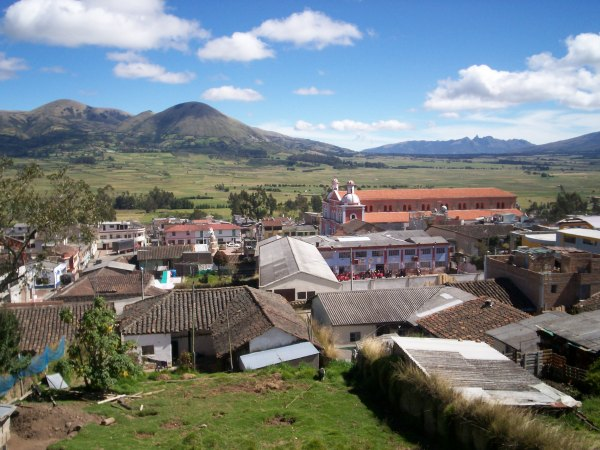

瓜丘卡爾是哥倫比亞的城鎮，位於該國西南部，由納里尼奧省負責管轄，距離首府帕斯托99公里，始建於1535年，面積159平方公里，海拔高度2,992米，2005年人口16,627。
0°58′N 77°44′W / 0.967°N 77.733°W